# لناکس (ماساچوست)
لناکس، ماساچوست
لناکس(به انگلیسی: Lenox) شهرکی در شهرستان برکشایر ایالت ماساچوست می‌باشد که در سال ۱۷۷۵ بنیان‌گذاری شده‌است. این شهرک در سرشماری سال ۲۰۱۰ میلادی، ۵٬۰۲۵ نفر جمعیت داشته‌است.

## نگارخانه

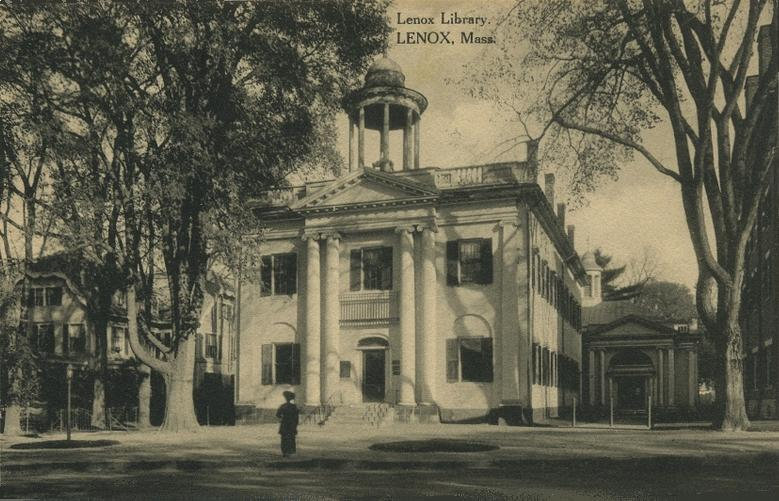
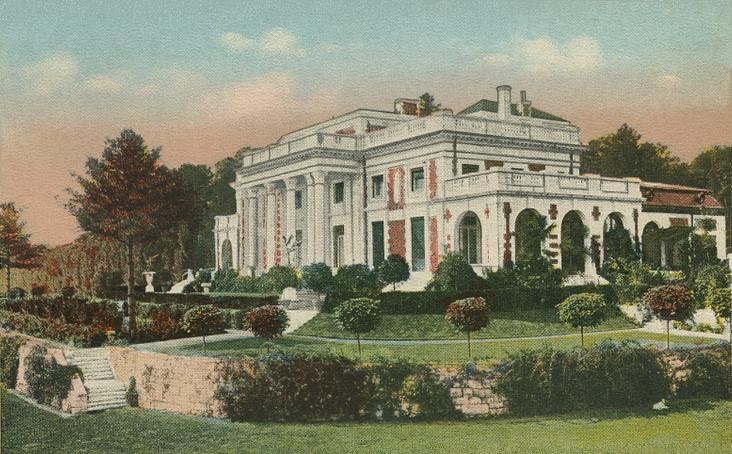
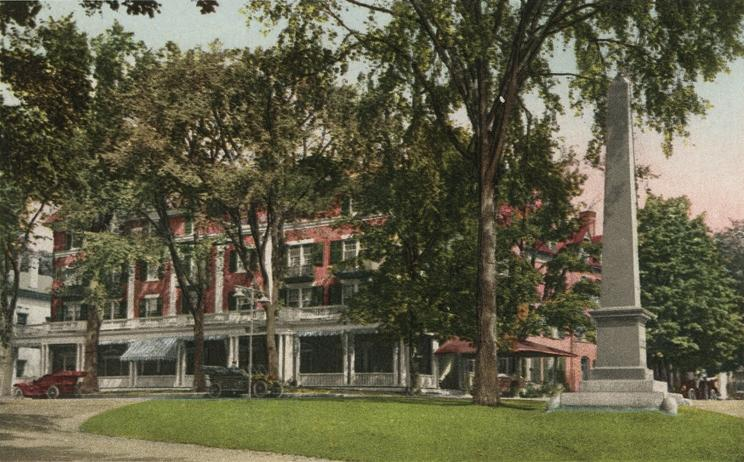
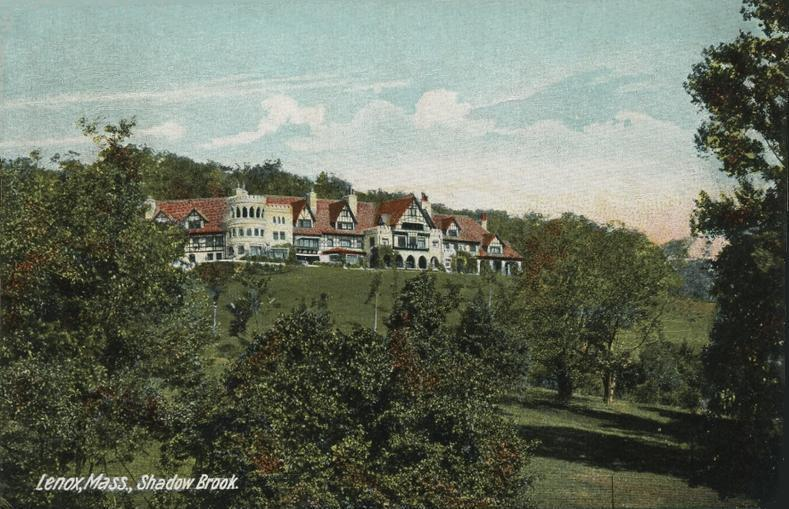